# Wahlkreis Marzahn-Hellersdorf 3
Der Wahlkreis Marzahn-Hellersdorf 3 ist ein Abgeordnetenhauswahlkreis in Berlin. Der Wahlkreis gehört zum Wahlkreisverband Marzahn-Hellersdorf und umfasst seit der Abgeordnetenhauswahl 2006 die Gebiete Kienberg, Alt-Hellersdorf, Hellersdorf-Nord und Hönow-West.

## Abgeordnetenhauswahl 2023
Bei der Wahl zum Abgeordnetenhaus von Berlin 2023 traten folgende Kandidaten an:
| Name                              | Partei           | Anteil der Erststimmen | Anteil der Zweitstimmen |
| --------------------------------- | ---------------- | ---------------------- | ----------------------- |
| Jeannette Auricht                 | AfD              | 25,9 %                 | 25,2 %                  |
| Andrej Eckhardt                   | CDU              | 24,7 %                 | 24,6 %                  |
| Steffen Ostehr                    | Die Linke        | 17,1 %                 | 14,8 %                  |
| Nicole Bienge                     | SPD              | 15,5 %                 | 15,0 %                  |
| Narges Lieker                     | Tierschutzpartei | 05,9 %                 | 04,5 %                  |
| Chantal Münster                   | Grüne            | 04,0 %                 | 04,3 %                  |
| Peter Kastschajew                 | FDP              | 02,8 %                 | 02,7 %                  |
| Andrea Schulteisz                 | Die PARTEI       | 02,0 %                 | 01,4 %                  |
| Dietmar Lucas                     | dieBasis         | 01,3 %                 | 00,6 %                  |
| Andreas Käfer                     | NPD              | 00,7 %                 | 00,7 %                  |
| –                                 | Sonstige         | –                      | 06,2 %                  |
| Wahlberechtigte: 33.308 Einwohner |                  |                        |                         |
| Wahlbeteiligung: 45,5 %           |                  |                        |                         |

## Abgeordnetenhauswahl 2021
Bei der Wahl zum Abgeordnetenhaus von Berlin 2021 traten folgende Kandidaten an:
| Name                              | Partei           | Anteil der Erststimmen | Anteil der Zweitstimmen |
| --------------------------------- | ---------------- | ---------------------- | ----------------------- |
| Jeannette Auricht                 | AfD              | 22,0 %                 | 20,9 %                  |
| Steffen Ostehr                    | Die Linke        | 20,8 %                 | 18,3 %                  |
| Nicole Bienge                     | SPD              | 20,5 %                 | 19,9 %                  |
| Andrej Eckhardt                   | CDU              | 14,5 %                 | 13,9 %                  |
| Narges Lieker                     | Tierschutzpartei | 06,4 %                 | 04,2 %                  |
| Chantal Münster                   | Grüne            | 05,2 %                 | 05,4 %                  |
| Peter Kastschajew                 | FDP              | 05,0 %                 | 04,9 %                  |
| Andrea Schulteisz                 | Die PARTEI       | 03,0 %                 | 02,0 %                  |
| Dietmar Lucas                     | dieBasis         | 01,9 %                 | 01,1 %                  |
| Andreas Käfer                     | NPD              | 00,7 %                 | 00,6 %                  |
| –                                 | Die Grauen       | –                      | 01,4 %                  |
| –                                 | Graue Panther    | –                      | 01,1 %                  |
| –                                 | Freie Wähler     | –                      | 01,0 %                  |
| –                                 | Tierschutz hier! | –                      | 01,0 %                  |
| –                                 | Sonstige         | –                      | 04,3 %                  |
| Wahlberechtigte: 33.082 Einwohner |                  |                        |                         |
| Wahlbeteiligung: 60,9 %           |                  |                        |                         |

## Abgeordnetenhauswahl 2016
Bei der Wahl zum Abgeordnetenhaus von Berlin 2016 traten folgende Kandidaten an:
| Name                              | Partei               | Anteil der Erststimmen | Anteil der Zweitstimmen |
| --------------------------------- | -------------------- | ---------------------- | ----------------------- |
| Jessica Bießmann                  | AfD                  | 29,8 %                 | 28,5 %                  |
| Gabriele Hiller                   | Die Linke            | 28,1 %                 | 24,2 %                  |
| Enrico Stölzel                    | SPD                  | 19,3 %                 | 16,5 %                  |
| Kathrin Bernikas                  | CDU                  | 09,5 %                 | 09,6 %                  |
| Hans-Mathias Raudies              | Grüne                | 04,6 %                 | 03,7 %                  |
| Christian Müller                  | ProD                 | 03,1 %                 | 01,8 %                  |
| Peter Kastschajew                 | FDP                  | 02,8 %                 | 02,8 %                  |
| Lukas Lippitz                     | NPD                  | 02,8 %                 | 02,5 %                  |
| –                                 | Tierschutzpartei     | 0–                     | 03,0 %                  |
| –                                 | Graue Panther        | 0–                     | 02,1 %                  |
| –                                 | Piraten              | 0–                     | 01,7 %                  |
| –                                 | Die PARTEI           | 0–                     | 01,2 %                  |
| –                                 | Gesundheitsforschung | 0–                     | 01,0 %                  |
| –                                 | Sonstige             | 0–                     | 01,4 %                  |
| Wahlberechtigte: 33.808 Einwohner |                      |                        |                         |
| Wahlbeteiligung: 51,2 %           |                      |                        |                         |

## Abgeordnetenhauswahl 2011
Bei der Wahl zum Abgeordnetenhaus von Berlin 2011 traten folgende Kandidaten an:
| Name                              | Partei           | Anteil der Erststimmen | Anteil der Zweitstimmen |
| --------------------------------- | ---------------- | ---------------------- | ----------------------- |
| Gabriele Hiller                   | Die Linke        | 33,4 %                 | 30,0 %                  |
| Marlitt Köhnke                    | SPD              | 29,3 %                 | 29,1 %                  |
| Steffen Ostehr                    | Piraten          | 10,9 %                 | 10,4 %                  |
| Carsten Wilke                     | CDU              | 10,4 %                 | 10,4 %                  |
| ?                                 | NPD              | 05,8 %                 | 05,8 %                  |
| Mathias Raudies                   | Grüne            | 04,9 %                 | 04,9 %                  |
| ?                                 | pro Deutschland  | 02,7 %                 | 02,4 %                  |
| ?                                 | Die Freiheit     | 01,7 %                 | 01,2 %                  |
| ?                                 | FDP              | 00,8 %                 | 00,9 %                  |
| –                                 | Tierschutzpartei | 0–                     | 02,6 %                  |
| –                                 | Sonstige         | 0–                     | 02,3 %                  |
| Wahlberechtigte: 34.868 Einwohner |                  |                        |                         |
| Wahlbeteiligung: 39,5 %           |                  |                        |                         |

## Abgeordnetenhauswahl 2006
Bei der Wahl zum Abgeordnetenhaus von Berlin 2006 traten folgende Kandidaten an:
| Name                              | Partei    | Anteil der Erststimmen |
| --------------------------------- | --------- | ---------------------- |
| Bärbel Holzheuer-Rothensteiner    | Die Linke | 38,7 %                 |
| Sven Kohlmeier                    | SPD       | 28,7 %                 |
| Carsten Wilke                     | CDU       | 10,3 %                 |
| Günther Nestmann                  | REP       | 05,4 %                 |
| Elke Friedrich                    | WASG      | 05,2 %                 |
| Christian Thonfeld                | FDP       | 04,6 %                 |
| Matthias Haber                    | Grüne     | 03,9 %                 |
| Alf Werner                        | DAP       | 02,0 %                 |
| Madeleine Fellauer                | BüSo      | 01,2 %                 |
| Wahlberechtigte: 33.792 Einwohner |           |                        |
| Wahlbeteiligung: 40,2 %           |           |                        |

## Abgeordnetenhauswahl 2001
Der Wahlkreis Marzahn-Hellersdorf 3 umfasste zur Abgeordnetenhauswahl am 21. Oktober 2001 die Gebiete Marzahner Promenade, Alt-Marzahn, Gewerbegebiet, Landsberger Tor und Ringelnatzsiedlung. Es traten folgende Kandidaten an:
| Name                              | Partei | Anteil der Erststimmen |
| --------------------------------- | ------ | ---------------------- |
| Bärbel Holzheuer-Rothensteiner    | PDS    | 52,3 %                 |
| Sven Kohlmeier                    | SPD    | 24,4 %                 |
| Wolfgang Hummel                   | CDU    | 15,2 %                 |
| Christian Thonfeld                | FDP    | 05,5 %                 |
| Nickel von Neumann                | Grüne  | 02,7 %                 |
| Wahlberechtigte: 27.320 Einwohner |        |                        |
| Wahlbeteiligung: 61,7 %           |        |                        |

## Abgeordnetenhauswahl 1999
Der Wahlkreis Marzahn 3 umfasste zur Abgeordnetenhauswahl am 10. Oktober 1999 die Gebiete Marzahner Promenade, Alt-Marzahn, Gewerbegebiet, Landsberger Tor und Ringelnatzsiedlung. Es traten folgende Kandidaten an:
| Name                              | Partei | Anteil der Erststimmen |
| --------------------------------- | ------ | ---------------------- |
| Bärbel Holzheuer-Rothensteiner    | PDS    | 47,7 %                 |
| Sabine Bünger                     | CDU    | 27,3 %                 |
| Esther Drusche                    | SPD    | 15,7 %                 |
| Christian Klebon                  | NPD    | 04,2 %                 |
| Nickel von Neumann                | Grüne  | 02,7 %                 |
| Daniel Suckow                     | FDP    | 01,2 %                 |
| Heiko Ziemann                     | BüSo   | 01,2 %                 |
| Wahlberechtigte: 27.518 Einwohner |        |                        |
| Wahlbeteiligung: 62,4 %           |        |                        |

## Abgeordnetenhauswahl 1995
Die Bezirke Marzahn und Hellersdorf hatten vor ihrer Fusion im Jahr 2001 bei der Abgeordnetenhauswahl am 22. Oktober 1995 insgesamt neun Wahlkreise. Ein direkter Vergleich ist daher nicht möglich.

## Bisherige Abgeordnete
Direkt gewählte Abgeordnete des Wahlkreises Marzahn-Hellersdorf 3 (bis 1999: Marzahn 3):
| Jahr | Name                           | Partei    | Anteil der Erststimmen |
| ---- | ------------------------------ | --------- | ---------------------- |
| 2023 | Jeannette Auricht              | AfD       | 25,9 %                 |
| 2021 | Jeannette Auricht              | AfD       | 22,0 %                 |
| 2016 | Jessica Bießmann               | AfD       | 29,8 %                 |
| 2011 | Gabriele Hiller                | Die Linke | 33,4 %                 |
| 2006 | Bärbel Holzheuer-Rothensteiner | Die Linke | 38,7 %                 |
| 2001 | Bärbel Holzheuer-Rothensteiner | PDS       | 52,3 %                 |
| 1999 | Bärbel Holzheuer-Rothensteiner | PDS       | 47,7 %                 |